# Fiskardo
Fiskardo (řecky: Φισκάρδο, též Fiscardo nebo Viscardo) je komunita kolem stejnojmenného přístavního města na severním pobřeží jónského ostrova Kefalonia. V roce 2011 zde žilo kolem 189 obyvatel. Administrativně patří do oblasti Erisos ve správním obvodu obce Sami.
Vesnice, podobně jako celý sever ostrova, byla ušetřena zemětřesení v roce 1953, které silně postihlo celý ostrov. Díky historickým stavbám a malému přístavu se brzy stala turistickou atrakcí.

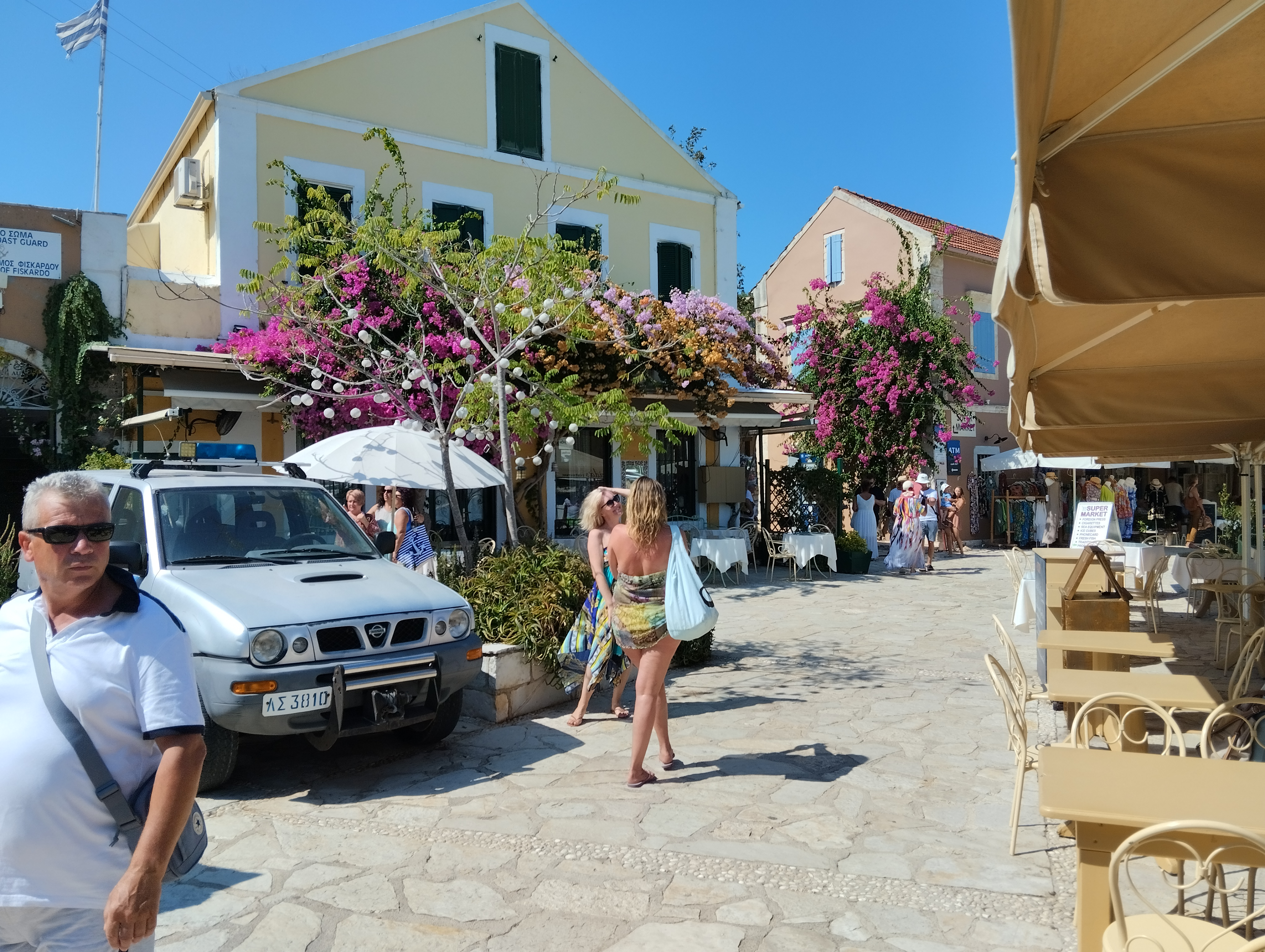
Centrum vesnice